# 诺文塔维琴蒂纳
诺文塔维琴蒂纳（義大利語：Noventa Vicentina），是意大利威尼托大区维琴察省的一个市镇。总面积23平方公里，人口8800人，人口密度382.6人/平方公里（2009年）。国家统计（ISTAT）代码为024074。

## 友好城市
- 義大利阿夏戈